# ابن شيخ الحزامين
عِمَادُ الدِّينِ أَبُو الْعَبَّاسِ أَحْمَدُ بْنُ إِبْرَاهِيمَ بْنِ عَبْدِ الرَّحْمَنِ بْنِ مَسْعُودِ بْنِ عُمَرَ الْوَاسِطِيُّ الْحِزَامِيُّ الْحَنْبَلِيُّ ويُعرف اختصارًا بـ ابن شيخ الحزامين (ذي الحجة 657 – 26 ربيع الآخر 711هـ / 1259 – 1311م)، فقيه كان شافعيا. وأقام بالقاهرة مدة خالط بها طوائف من المتصوفة فتصوف. وقدم دمشق فتتلمذ لابن تيمية. وانتقل إلى مذهب ابن حنبل. ورد على المبتدعة الذين خالطهم. وكان يتقوت من النسخ ولا يكتب إلا مقدار ما يحتاج إليه، قال ابن حجر: وخطه حسن جدا. توفي بدمشق.

## من كتبه
صنف كتبا منها:
- رسالة (مفتاح طريق الأولياء وأهل الزهد من العلماء - مخطوط) (ثم طُبع) في مطبعة أوقاف بغداد وفي جامعة الرياض (2195 م / 2)
- (اختصار دلائل النبوة)
- (شرح منازل السائرين)
- رسالة (في إثبات الاستواء والفوقية وتنزيه الباري جل وعلا عن الحصر والتمثيل والكيفية) ونسبت خطأ الى (ابو محمد الجويني والد ابو المعالي الجويني).
- وله نظم.